# Ring 3 (Helsingør)
 For alternative betydninger, se Ring 3. (Se også artikler, som begynder med Ring 3)
Ring 3, ofte benævnt ◯ 3 eller O3, er en ca. 4,6 km lang ringvej der går igennem den vestlige del af Helsingør. Ringvejen skal være med til at få den tunge trafik uden om Helsingør, og er med til at fordele trafikken mod  Hillerød, Helsinge og København. 
Vejen starter i Sct. Anna Gade og føres derefter mod vest, den forsætter derefter videre som Claessensvej, Marienlyst Alle, Gl. Hellebækvej og Gefionsvej, hvor den går sammen med Ring 2. Derefter forsætter den som Esrumvej og går mod syd som Klostermosevej, hvor den passerer E47 (Kongevejen), hvorfra der er forbindelse til København og Helsingør C. Herfra føres vejen videre mod syd og passerer Nørrevej Ring 2, og lokalbanen mellem Helsingør og Hillerød samt Øresundsbanen mellem Helsingør og København. Vejen ender til sidst i Strandvejen i Snekkersten syd for Helsingør.